# Prirodni satelit
Prirodni satelit je nebesko tijelo koje kruži oko većeg nebeskog tijela, obično planeta. Prirodni sateliti nazivaju se još i mjesecima, pratiteljima ili trabantima.
U našem planetarnom sustavu Merkur i Venera nemaju prirodnih satelita, Zemlja ima razmjerno velik satelit Mjesec (dok neki smatraju da ima i više satelita), a Mars dva mala satelita. Slijede plinoviti divovi okruženi mnoštvom satelita: Jupiter, Saturn, Uran i Neptun. Pluton i njegov pratilac Haron ponekad se navode kao primjer dvojnog planeta zbog činjenice da je Haron tek nešto manji od Plutona.
Mjeseci nemaju vlastite prirodne satelite, zbog utjecaja matičnih planeta. Gravitacijske sile planeta čine takve orbite nestabilnima. Međutim, mogu imati suputnike u Lagrangeovim točkama koji se kreću u istoj orbiti, ispred ili iza, pod kutom od 60°.
Nedavno je otkriveno da i asteroidi mogu imati svoje satelite, kada je u orbiti oko asteroida 243 Ida pronađen satelit nazvan Dactyl.

## Nastanak prirodnih satelita (trabanta)
Većina prirodnih satelita nastala je tijekom oblikovanja planeta iz protoplanetarnog diska pri čemu je dio materijala nastavio kružiti oko njih. Neki prirodni sateliti nastali su sudarima većih nebeskih tijela (kao što se pretpostavlja da se dogodilo u slučaju Zemlje i Mjeseca) ili gravitacijskim privlačenjem asteroida, stijena i krhotina i zarobljavanjem u orbitu oko planeta.

## Vanjske poveznice
- Astronomska sekcija Fizikalnog društva Split - Usporedba planetnih satelita[neaktivna poveznica]